# 中共平原省委旧址
中共平原省委旧址或称平原省委机关办公旧址位于河南省新乡市牧野区，为原中共平原省委机关所在。2006年6月，河南省人民政府公布为第四批河南省文物保护单位。
此处建筑群是平原省在省会新乡市留存的代表性建筑物。

## 建筑
相关建筑建于1949年至1950年期间，占地约150亩。现存10余座建筑，包括1座主楼、4座辅楼及独立平房。主楼为中共平原省委首长办公楼及省委办公厅所在地。4座辅楼分别为省委组织部、宣传部、农工部、统战部办公楼。其余建筑分别为会议大厅、后勤处以及省委主要领导休息处等。
1952年11月，撤销平原省。平原省委机关办公旧址由新乡专区行政公署接收。1953年，成为新乡地区党校。1959年11月，划出党校西部、原平原省省委办公主楼和4座辅楼，设为新乡专区豫北宾馆。
2002年6月19日，经中共新乡市委、市政府会议决定，将原豫北宾馆所辖的5座建筑和1973年豫北宾馆建成的2座平面矩形3层楼和两组平面“L”形平房交新乡市博物馆管理，并对其进行维修。平原省委机关旧址被列为新乡市重点文物保护单位，并作为近现代文物建筑景点对外开放。